# Comici spaventati guerrieri
Comici spaventati guerrieri è un romanzo di Stefano Benni, edito da Feltrinelli nel 1986. 
È ambientato in una calda estate cittadina, e narra con ironia le indagini fai-da-te di un bizzarro gruppo di detective, alla scoperta di chi ha ucciso Leone, il re del quartiere e loro mito calcistico. È una "ricerca" metropolitana frutto di azioni reali, quali appostamenti, inseguimenti, ma anche di atti onirici e di visioni. È un romanzo tragicomico dai molti volti e temi, come quello della distanza fra centro e periferia.

## Trama
La morte di Leo Leone con una fucilata da parte di ignoti nei pressi del ConDominio di Bessico scatena immediatamente la curiosità dei suoi amici che partono da un quartiere di periferia per attraversare la città con lo scopo di raccogliere più informazioni possibili. La polizia, dal canto suo, non ha indizi o non vuole trovarne dal momento che il ConDominio è abitato da personalità influenti. Il commissario Porzio ritiene che non sia il caso di turbare troppo la tranquillità delle persone per la morte di un ladruncolo e scoraggia in qualche modo anche la stampa ad occuparsene. Ma il professor Lucio Lucertola conosceva bene il suo ex allievo, per questo motivo decide di partecipare a questa traversata in compagnia del suo fedele scudiero Luca Lupetto. Nell’impresa parteciperanno anche altri amici tra i quali Lucia, la morosa di Leo, e Lee, esperto di kung-fu, che fugge dalla clinica psichiatrica e sarà, per altro, l’autore di un monologo molto commovente che, già da solo, racchiude il nocciolo del libro. I personaggi dalla dubbia moralità sono, invece, proprio alcuni condomini di quella palazzina tanto signorile. Qui troviamo, infatti, il Sandri, detto Rambo per l’amore spassionato per le pistole, noto finanziere e sospetto trafficante d’armi; Edgardo Zecca, commerciante e trafficante di droga; i cinematografari della Videostar che intrallazzavano con film porno; Federì, figlio della portinaia, un delinquentello fascistoide e poi altri la cui vita scorreva tranquilla, quasi dissociata dalla realtà. Il caso finisce naturalmente per essere archiviato. L’attenzione è tutta rivolta all’elezione del nuovo sindaco, Ciccio Cornacchia, che, come si potrà evincere tra le righe, non porterà alcun vantaggio ai suoi cittadini se non alla politica.

## Cinema
Ispirandosi al libro Benni ha diretto il film Musica per vecchi animali con attori Paolo Rossi, Dario Fo, Viola Simoncioni, e altri.

## Edizioni
- Stefano Benni, Comici spaventati guerrieri, collana Universale Economica Feltrinelli, Feltrinelli, 2003,  p. 200, ISBN 978-88-07-81078-7.